# اوبروفلینگن
اوبروفلینگن (به آلمانی: Oberöfflingen) یک شهر در آلمان است که در برنکاستل-ویتلیش واقع شده‌است. اوبروفلینگن ۲۹۴ نفر جمعیت دارد.